# Trachurus trecae
Espèce
Statut de conservation UICN

 LC  : Préoccupation mineure
Le Chinchard noir (Trachurus trecae) est une espèce de poissons osseux de la famille des Carangidae qui se rencontre dans l'Atlantique est, le long des côtes africaines de la Mauritanie à l'Angola et plus rarement du Maroc.

## Habitat
Il vit entre 20-100 mètres de profondeur (15-22 °C), et parfois plus proche de la surface là où se trouve le pélagos.